# Uitslagen van de Democratische presidentiële voorverkiezingen 2016
Dit artikel bevat de uitslagen van de Democraten voor de voorverkiezingen voor de presidentiële nominatie van hun partij in 2016.

## Belangrijke data
| Datum                     | Gebeurtenis                       |
| ------------------------- | --------------------------------- |
| 1 februari - 14 juni 2016 | voorverkiezingen                  |
| 25 juli - 28 juli 2016    | Democratische Nationale Conventie |
| 8 november 2016           | presidentsverkiezing              |
| 20 januari 2017           | inauguratie                       |

## Kandidaten
| Kandidaat       | Kandidaat                      | Politieke functies | Staat    | Kandidaatschap | Voortgang delegates                    | Voortgang delegates                       | Gewonnen staten/territoria |
| Kandidaat       | Kandidaat                      | Politieke functies | Staat    | Kandidaatschap | Pledged en super                       | Totaal                                    | Gewonnen staten/territoria |
| --------------- | ------------------------------ | --- | -------- | -------------- | -------------------------------------- | ----------------------------------------- | --- |
| Hillary Clinton |                                | first lady van Arkansas (1983–1992) first lady van de Verenigde Staten (1993–2001) Senator voor New York (2001–2009) Minister van Buitenlandse Zaken (2009–2013) | New York | (Website)      | Pledged delegates 2205 / 4051 (54%)    | Totaal aantal delegates 2222 / 4765 (47%) | 35 staten: AL, AR, AZ, CT, DE, FL, GA, IA, IL, LA, MA, MF, MO, MS, NC, NV, NY, OH, PA, SC, TN, TX, VA 3 territoria: AS, GU, MP |
| Hillary Clinton | Superdelegates 505 / 714 (71%) | first lady van Arkansas (1983–1992) first lady van de Verenigde Staten (1993–2001) Senator voor New York (2001–2009) Minister van Buitenlandse Zaken (2009–2013) | New York | (Website)      | Nodig voor nominatie 2222 / 2383 (93%) |                                           | 35 staten: AL, AR, AZ, CT, DE, FL, GA, IA, IL, LA, MA, MF, MO, MS, NC, NV, NY, OH, PA, SC, TN, TX, VA 3 territoria: AS, GU, MP |
| Bernie Sanders  |                                | Burgemeester van Burlington (1981–1989) Afgevaardigde namens Vermont (1991–2007) Senator voor Vermont (2007-heden)                                               | Vermont  | (Website)      | Pledged delegates 1846 / 4051 (46%)    | Totaal aantal delegates 1478 / 4765 (31%) | 19 staten: AK, CO, HI, ID, IN, KS, ME, MI, MN, NE, NH, OK, RI, UT, VT, WA, WV, WY 1 territorium: DA                            |
| Bernie Sanders  | Superdelegates 41 / 714 (6%)   | Burgemeester van Burlington (1981–1989) Afgevaardigde namens Vermont (1991–2007) Senator voor Vermont (2007-heden)                                               | Vermont  | (Website)      | Nodig voor nominatie 1478 / 2383 (62%) |                                           | 19 staten: AK, CO, HI, ID, IN, KS, ME, MI, MN, NE, NH, OK, RI, UT, VT, WA, WV, WY 1 territorium: DA                            |

### Teruggetrokken kandidaten
Op datum van beëindiging campagne. 
| Naam            | Functies | Staat         | Aangekondigd     | Beeïndigd       | Kandidaatschap |
| --------------- | --- | ------------- | ---------------- | --------------- | -------------- |
| Martin O'Malley | Burgemeester van Baltimore (1999-2007) 61ste gouverneur van Maryland (2007–2015)                                                                                                 | Maryland      | 31 mei 2015      | 1 februari 2016 | (Website)      |
| Lawrence Lessig | Hoogleraar rechten University of Chicago Law School (1991-1997) Hoogleraar rechten Stanford Law School (2000–2009) Hoogleraar rechten Harvard Law School (1997-2000, 2009-heden) | Massachusetts | 6 september 2015 | 2 november 2015 |                |
| Lincoln Chafee  | Burgemeester van Warwick (1992-1999) Senator voor Rhode Island (1999–2007) Gouverneur van Rhode Island (2011–2015)                                                               | Rhode Island  | 3 juni 2015      | 23 oktober 2015 |                |
| Jim Webb        | Minister van Marine (1987-1988) Senator voor Virginia (2007–2013) | Virginia      | 15 juni 2015     | 20 oktober 2015 |                |

## Uitslagen
| Datum            | Staat/territorium            | Afgevaardigden | Afgevaardigden | Type                | Aantal afgevaardigden | Aantal afgevaardigden | Aantal stemmen    | Aantal stemmen  |
| Datum            | Staat/territorium            | Pledged        | Unpledged      | Type                | Clinton               | Sanders               | Clinton           | Sanders         |
| ---------------- | ---------------------------- | -------------- | -------------- | ------------------- | --------------------- | --------------------- | ----------------- | --------------- |
| 1 februari 2016  | Iowa                         | 44             | (8)            | caucus              | 23 (7)                | 21 (0)                | 701 (49,9%)       | 697 (49,6%)     |
| 9 februari 2016  | New Hampshire                | 24             | (8)            | primary             | 9 (6)                 | 15 (0)                | 95.252 (38,0%)    | 151.584 (60,4%) |
| 20 februari 2016 | Nevada                       | 35             | (8)            | caucus              | 20 (4)                | 15 (1)                | 6440 (53,6%)      | 5.785 (47,3%)   |
| 27 februari 2016 | South Carolina               | 53             | (6)            | primary             | 39 (5)                | 14 (0)                | 271.515 (73,5%)   | 95.978 (26,0%)  |
| 1 maart 2016     | Alabama                      | 53             | (6)            | open primary        | 44 (4)                | 9 (0)                 | 309.926 (77,8%)   | 76.401 (19,2%)  |
| 1 maart 2016     | Amerikaans-Samoa             | 6              | (6)            | closed caucus       | 4 (4)                 | 2 (1)                 | 162 (68,4%)       | 61 (25,7%)      |
| 1 maart 2016     | Arkansas                     | 32             | (5)            | open primary        | 22 (5)                | 10 (0)                | 144.578 (66,3%)   | 64.870 (29,7%)  |
| 1 maart 2016     | Colorado                     | 66             | (13)           | closed caucus       | 28 (8)                | 38 (0)                | 49.254 (40,4%)    | 71.930 (59,0%)  |
| 1 - 8 maart 2016 | Democraten in het buitenland | 13             | (4)            | closed primary      | 4 (2)                 | 9 (1)                 | 10,689 (30.9%)    | 23,779 (68.9%)  |
| 1 maart 2016     | Georgia                      | 102            | (14)           | open primary        | 73 (10)               | 29 (0)                | 543.006 (71,3%)   | 214.334 (28,2%) |
| 1 maart 2016     | Massachusetts                | 91             | (26)           | semi-closed primary | 46 (16)               | 45 (1)                | 603.782 (50,1%)   | 586.718 (48,7%) |
| 1 maart 2016     | Minnesota                    | 77             | (16)           | open caucus         | 29 (12)               | 31 (13)               | 78.381 (38,3%)    | 126.229 (61,7%) |
| 1 maart 2016     | Oklahoma                     | 38             | (4)            | semi-closed primary | 16 (1)                | 17 (1)                | 139.336 (41,5%)   | 174.056 (51,9%) |
| 1 maart 2016     | Tennessee                    | 67             | (9)            | open primary        | 44 (6)                | 23 (0)                | 245.302 (66,1%)   | 120,335 (32,4%) |
| 1 maart 2016     | Texas                        | 222            | (30)           | open primary        | 147 (19)              | 75 (0)                | 934.999 (65,2%)   | 475.561 (33,2%) |
| 1 maart 2016     | Vermont                      | 16             | (8)            | open primary        | 0 (4)                 | 16 (6)                | 18.333 (13,6%)    | 115.865 (86,1%) |
| 1 maart 2016     | Virginia                     | 95             | (15)           | open primary        | 62 (13)               | 33 (0)                | 503.356 (64,3%)   | 275.509 (35,3%) |
| 5 maart 2016     | Louisiana                    | 51             | (8)            | closed primary      | 37 (7)                | 14 (0)                | 221.613 (71,1%)   | 72.242 (23,2%)  |
| 5 maart 2016     | Nebraska                     | 25             | (5)            | closed caucus       | 10 (3)                | 15 (0)                | 14.338 (42,9%)    | 19.112 (57,2%)  |
| 5 maart 2016     | Kansas                       | 33             | (4)            | closed caucus       | 9 (0)                 | 24 (0)                | 12.593 (32,3%)    | 26.450 (67,7%)  |
| 6 maart 2016     | Maine                        | 25             | (5)            | closed caucus       | 9 (3)                 | 16 (1)                | 1.231 (35,5%)     | 2.226 (64,2%)   |
| 8 maart 2016     | Mississippi                  | 36             | (5)            | open primary        | 32 (3)                | 4 (1)                 | 182.448 (82,6%)   | 36.349 (49,8%)  |
| 8 maart 2016     | Michigan                     | 130            | (19)           | open primary        | 60 (10)               | 67 (0)                | 575.512 (48,2%)   | 593.563 (49,8%) |
| 12 maart 2016    | Noordelijke Marianen         | 6              | (5)            | caucus              | 4 (5)                 | 2 (0)                 | 102 (54,0%)       | 65 (34,4%)      |
| 15 maart 2016    | Florida                      | 214            | (31)           | closed primary      | 142 (23)              | 72 (2)                | 1.097.400 (64,4%) | 566.603 (33,3%) |
| 15 maart 2016    | Illinois                     | 156            | (30)           | open primary        | 79 (22)               | 77 (0)                | 1.017.004 (50,5%) | 982.019 (48,7%) |
| 15 maart 2016    | Missouri                     | 71             | (13)           | open primary        | 36 (11)               | 35 (0)                | 310.602 (49,6%)   | 309.071 (49,4%) |
| 15 maart 2016    | North Carolina               | 107            | (14)           | semi-closed primary | 60 (8)                | 47 (1)                | 616.383 (54,6%)   | 460.316 (40,8%) |
| 15 maart 2016    | Ohio                         | 143            | (17)           | semi-open primary   | 81 (12)               | 62 (1)                | 679.226 (56,5%)   | 513.549 (42,7%) |
| 22 maart 2016    | Arizona                      | 75             | (12)           | closed primary      | 44 (5)                | 31 (2)                | 260,503 (56.5%)   | 189,587 (41.4%) |
| 22 maart 2016    | Idaho                        | 23             | (4)            | open caucus         | 5 (1)                 | 18 (2)                | 5,065 (21.2%)     | 18,640 (78.0%)  |
| 22 maart 2016    | Utah                         | 33             | (4)            | semi-open caucus    | 6 (2)                 | 27 (2)                | 15,666 (20.3%)    | 61,333 (79.3%)  |
| 26 maart 2016    | Alaska                       | 16             | (4)            | closed caucus       | 3 (1)                 | 13 (1)                | 99 (18.4%)        | 440 (81.6%)     |
| 26 maart 2016    | Hawaï                        | 25             | (10)           | semi-closed caucus  | 8 (6)                 | 17 (1)                | 10,125 (30.0%)    | 23,530 (69.8%)  |
| 26 maart 2016    | Washington                   | 101            | (17)           | open caucus         | 27 (10)               | 74 (0)                | 7,140 (27.1%)     | 19,159 (72.7%)  |
| 5 april 2016     | Wisconsin                    | 86             | (10)           | open primary        | 38 (6)                | 48 (1)                | 425,629 (43.2%)   | 556,744 (56.5%) |
| 9 april 2016     | Wyoming                      | 14             | (4)            | closed caucus       | 7 (4)                 | 7 (0)                 | 124 (44.3%)       | 156 (55.7%)     |
| 19 april 2016    | New York                     | 247            | (44)           | closed primary      | 139 (40)              | 108 (0)               | 1,133,980 (57,5%) | 820,056 (41,6%) |
| 26 april 2016    | Connecticut                  | 55             | (16)           | closed primary      | 28 (15)               | 27 (0)                | 170,080 (51,8%)   | 152,415 (46,4%) |
| 26 april 2016    | Delaware                     | 21             | (10)           | closed primary      | 12 (7)                | 9 (0)                 | 55,950 (59,8%)    | 36,659 (39,3%)  |
| 26 april 2016    | Maryland                     | 95             | (23)           | closed primary      | 61 (16)               | 34 (1)                | 533,661 (63,0%)   | 281,705 (33,3%) |
| 26 april 2016    | Pennsylvania                 | 189            | (21)           | closed primary      | 106 (21)              | 83 (0)                | 981,694 (55,6%)   | 719,960 (43,6%) |
| 26 april 2016    | Rhode Island                 | 24             | (9)            | semi-closed primary | 11 (9)                | 13 (0)                | 52,749 (43,3%)    | 66,993 (54,7%)  |
| 3 mei 2016       | Indiana                      | 83             | (9)            | open primary        | 39 (7)                | 44 (0)                | 303,387 (47,5%)   | 335,261 (52,5%) |
| 7 mei 2016       | Guam                         | 7              | (5)            | closed caucus       | 4 (5)                 | 3 (0)                 | 777 (59,5%)       | 528 (40,5%)     |
| 10 mei 2016      | West Virginia                | 29             | (8)            | semi-closed primary | 11 (6)                | 17 (1)                | 86,359 (35,8%)    | 123,865 (51,4%) |
| 10 mei 2016      | Nebraska                     | -              | (-)            | closed primary      | -                     | -                     | 41,819 (53,3%)    | 36,691 (46,7%)  |
| 17 mei 2016      | Kentucky                     | 55             | (5)            | closed primary      | 28 (3)                | 27 (0)                | 212,550 (46,8%)   | 210,626 (46,3%) |
| 17 mei 2016      | Oregon                       | 61             | (13)           | closed primary      | 25 (6)                | 34 (3)                | 251,739 (44,0%)   | 320,746 (56,0%) |
| 24 mei 2016      | Washington                   | 101            | (-)            | open primary        | 27                    | 74                    | 7,819 (27,1%)     | 19,159 (72,7%)  |
| 4 juni 2016      | Amerikaanse Maagdeneilanden  | 7              | (5)            | closed caucus       | 0 (1)                 | 0 (1)                 | 0                 | 0               |
| 5 juni 2016      | Puerto Rico                  | 60             | (7)            | open primary        | 0 (2)                 | 0 (0)                 | 0                 | 0               |
| 7 juni 2016      | Californië                   | 475            | (73)           | semi-closed primary | 0 (53)                | 0 (0)                 | 0                 | 0               |
| 7 juni 2016      | Montana                      | 21             | (6)            | open primary        | 0 (1)                 | 0 (0)                 | 0                 | 0               |
| 7 juni 2016      | New Jersey                   | 126            | (16)           | closed primary      | 0 (9)                 | 0 (2)                 | 0                 | 0               |
| 7 juni 2016      | New Mexico                   | 34             | (9)            | closed primary      | 0 (6)                 | 0 (0)                 | 0                 | 0               |
| 7 juni 2016      | North Dakota                 | 18             | (5)            | open primary        | 0 (1)                 | 0 (1)                 | 0                 | 0               |
| 7 juni 2016      | South Dakota                 | 29             | (8)            | semi-closed primary | 0 (1)                 | 0 (0)                 | 0                 | 0               |
| 14 juni 2016     | Washington DC                | 20             | (26)           | closed primary      | 0 (19)                | 0 (2)                 | 0                 | 0               |
| -                | totaal                       | 4.051          | 714            | -                   | 2,312                 | 1,545                 | 12,728,415        | 9,627,509       |